# Atamaita
Atamaita (¿- 521 a. C.), fue rey de Elam en el 521 a. C. al rebelarse contra el rey persa aqueménida Darío I.

## Contexto histórico
En marzo del 522 a. C., un mago llamado Gaumata obtuvo el poder en el imperio aqueménida haciéndose pasar por Esmerdis, el hermano del rey Cambises II. Gaumata pudo hacerlo ya que el Esmerdis verdadero había sido secretamente asesinado por orden de su hermano. Inmediatamente Cambises marchó contra el usurpador, pero murió antes de llegar a Persia. El falso Esmerdis pudo así gobernar.
Ótanes, hermano de la madre de Cambises y Esmerdis, fue el primero en sospechar del engaño. Ótanes invitó a Aspatines y Gobrias a tratar el asunto. Juntos decidieron compartir el secreto con otros tres conspiradores: Hidarnes, Intafrenes y Megabizo I. Estaban todos haciendo planes cuando llegó Darío I y se les añadió. Convenció a los otros de que lo mejor era actuar inmediatamente. Así, el 29 de septiembre del 522 a. C., mataron al falso Esmerdis. Darío fue nombrado rey.

## Múltiples rebeliones
Inmediatamente varias provincias se rebelaron. La inscripción de Behistún menciona a tres líderes rebeldes que fueron reconocidos como reyes de Elam tras el asesinato de Gaumata. El primero fue Assina, quien reinó desde el octubre del 522 a. C. Fue apresado y ejecutado por los persas casi inmediatamente. Martiya, en cambio, pudo reinar por más tiempo ya que su rebelión no amenazaba los intereses vitales de Darío, pero cuando este volvía triunfante de Media tras haber acabado con otra rebelión, la población elamita creyó que era mejor acabar con la vida de Martiya, lo que sucedió probablemente en el mes de junio del 521 a. C.
Atamaita se rebeló en otoño del mismo año. Atamaita es de hecho una traducción persa del nombre elamita Atta-hamiti-Inŝuŝinak, "el dios Inŝuŝinak es un buen padre". Darío envió a su compañero conspirador Gobrias, quien derrotó y arrestó a Atamaita en el mismo otoño o quizás ya en invierno. Darío ejecutó personalmente al rebelde.